# Jazz-funk
El jazz-funk és un subgènere del funk, caracteritzat per un fort «back beat» o «groove», per la utilització de sons elèctrics, i, sovint, per la presència dels primers sintetitzadors analògics. La barreja de funk, soul i música R & B amb estils de jazz va tenir com a conseqüència la creació d'un gènere l'espectre del qual és bastant ampli, que varia des del que és pura improvisació de jazz, fins a exemples molt més aferrats al soul, el funk o la música disco, amb arranjaments, riffs i «jazz solos».

## Origen
El jazz-funk és un gènere que es va desenvolupar als Estats Units, on es va fer moderadament popular al voltant de la dècada del 1970 i començaments dels 1980, tot i que també va aconseguir generar atenció a discoteques d'Anglaterra, on va generar un estil propi que va acabar essent conegut com a acid jazz. Es desenvolupà de forma paral·lela a la consolidació del mateix funk com a estil independent, sorgit de la interacció entre certs corrents del jazz, com el funky jazz de la dècada del 1950, i el soul, i es plasmà en la música de les big bands que acompanyaven les grans figures del gènere, com ara James Brown, en la qual hi havia músics com Maceo Parker o Pee Wee Ellis. Fou, al seu torn, la interacció entre aquesta música i les experiències del jazz rock, la que va donar forma al jazz funk.

## Desenvolupament
En aquest estil s'hi han mogut grups i músics com Herbie Hancock, David Axelrod, The Headhunters, Roy Ayers, Azymuth, Gary Bartz, George Benson, The Brecker Brothers, Tom Browne, Donald Byrd, The Mizell Brothers, Billy Cobham, Lou Marini, The Crusaders, Eumir Deodato, Ned Doherty, George Duke, Charles Earland, Funkanova, Johnny Hammond, Gene Harris, Eddie Henderson, Bobbi Humphrey, Bob James, Kool & The Gang, Ronnie Laws, Mass Production, Jaco Pastorius, Pleasure, Patrice Rushen, Llegeix Ritenour, Lonnie Liston Smith, Bill Summers, The Tower of Power, Miroslav Vitous, Dexter Wansel, Leon Ware o Fattburger, entre d'altres, en uns casos des de perspectives més comercials, en d'altres fusionant gèneres com el hip-hop o, fins i tot, el punk.
Paral·lelament, en els night clubs d'Anglaterra, una sèrie de DJs, com ara Colin Curtis, a Manchester, Graham Warr i Shaun Williams, a Birmingham, i Ian Dewhirst i Paul Schofield, a Leeds, van liderar una revisió del gènere, en un estil profundament groove, que va acabar donant a llum a l'anomenat acid jazz.
Una mica més tard, durant la dècada del 1980, es va desenvolupar una variant del jazz-funk, que els crítics van anomenar Free funk (pel pes que hi tenien els conceptes del free jazz) del qual el principal representant era el guitarrista James Blood Ulmer, encara que també hi van destacar d'altres músics com Ronald Shannon Jackson, Luther Thomas o el trombonista Joseph Bowie.